# Manonichthys alleni
Manonichthys alleni är en fiskart som beskrevs av Gill 2004. Manonichthys alleni ingår i släktet Manonichthys och familjen Pseudochromidae. Inga underarter finns listade i Catalogue of Life.